# Алжирці

Прапор Алжиру

Алжирці — арабський народ, основне населення Алжиру. Чисельність — понад 32 млн чоловік.

## Місце проживання

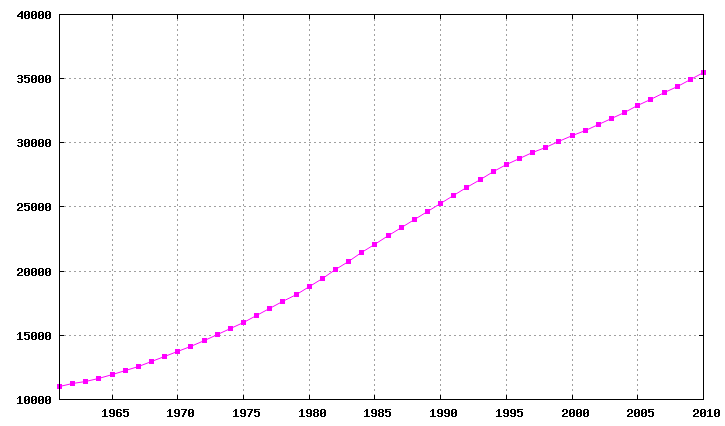
Населення Алжира, дані ФАО, 2005 рік; кількість жителів, тис.

Близько 3/4 населення зосереджено у передгір'ях Телль-Атласу, приблизно 1,5 млн чоловік проживає у районі високогір'я та близько 1 млн у пустелі Сахара. Найбільша щільність населення відзначається поблизу столиці й у регіоні Кабілія. Послідовники секти ібадітів живуть в долині Мзаб, Уарглі й Алжирі.

## Релігія
Більша частина алжирців — мусульмани-суніти (малікіти й ханафіти). Державною релігією є іслам. У країні проживає близько 150 тисяч християн, переважно католиків, та близько 1 тисячі прихильників юдаїзму.

## Мова
Державною мовою є арабська, але також розповсюджена французька мова. Свою писемність набули деякі берберські племена, що розмовляють тамахаком і тамазіртом.

## Історія етносу

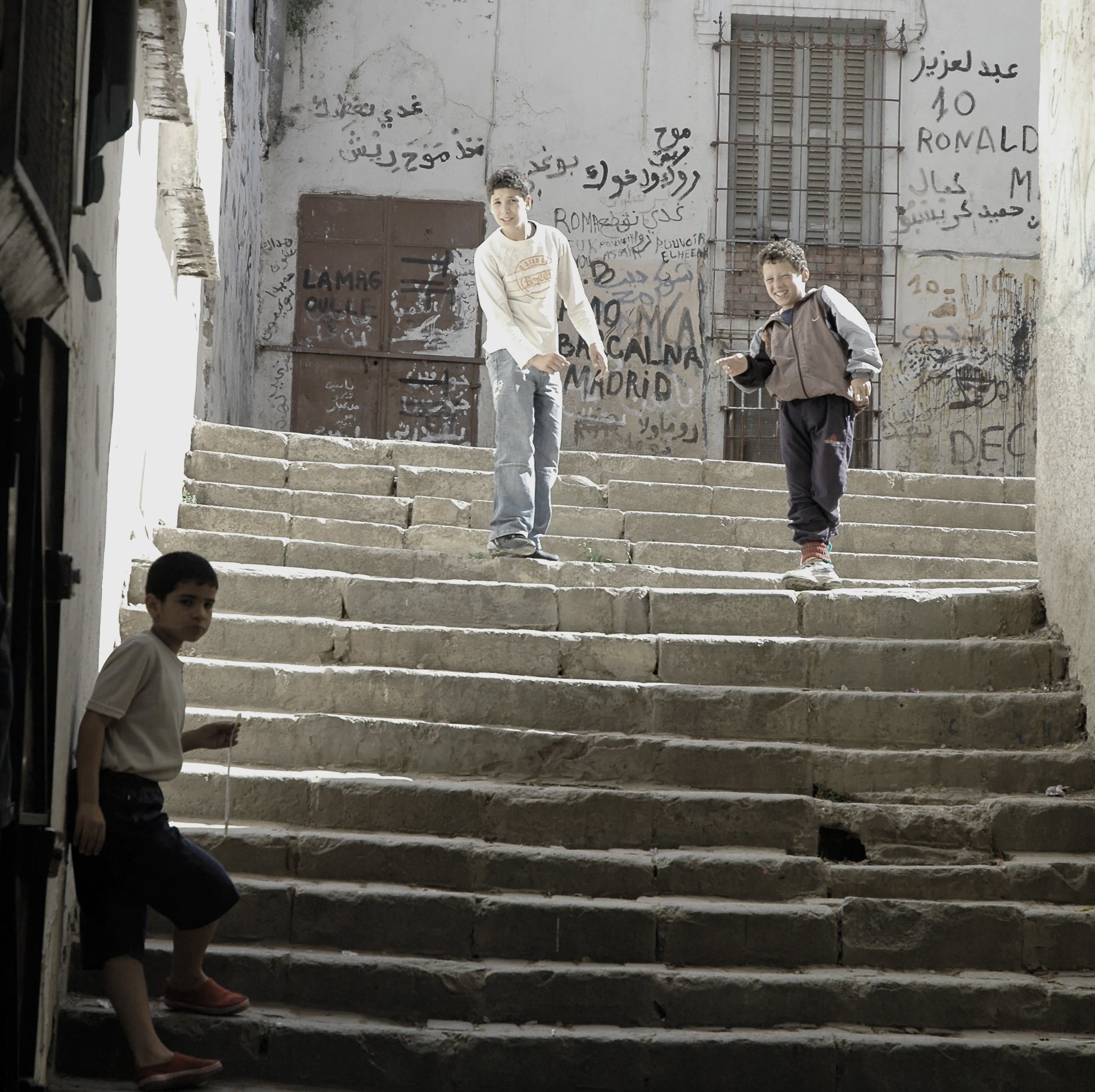
Молоді алжирці

Первинно Алжир було заселено народами, що розмовляли берберськими мовами. Ці народи ще у 2000 році до н. е. переселились сюди з Близького Сходу. Араби розселились територією Алжиру у період ісламських завоювань VII–VIII століть та кочових міграцій XI–XII століть. Змішення двох хвиль переселенців з автохтонним населенням призвело до появи так званого арабсько-берберського етносу, у культурному розвитку якого арабському елементу належить домінуюча роль. Будучи основною етнічною підгрупою алжирського суспільства, бербери відіграють важливу роль у житті країни. У період римського та арабського завоювань Північної Африки багато берберів переселились із узбережжя до високогірних районів. Бербери складають приблизно 1/5 частину населення країни. Найбільше зосередження берберського населення спостерігається у гірській місцевості Джурджура на схід від столиці, відомій як Кабілія. Місцеві жителі, кабіли, розселились багатьма містами країни, але ретельно зберігають стародавні традиції. Інші значні групи берберського населення представлені племінними союзами шавійя, що походять з гірського району навколо Батни, Мзабіту, які розселились на території оаз Північної Сахари, й кочівниками-туарегами, що проживають на далекому півдні у районі Ахаггара..

## Традиції

### Господарські заняття
Основне традиційне заняття — землеробство (пшениця, ячмінь, цитрусові, виноград, оливки, фінікова пальма, городні культури тощо). Розповсюджені також скотарство, збирання трави альфи, кори пробкового дуба. У кочівників — розведення верблюдів та вівчарство. У XIX столітті з'явилась гірничо-видобувна промисловість, до середини XX століття — видобуток нафти й газу. На середземноморському узбережжі розповсюджені морські промисли.

### Житло
Більшість Алжирців нині проживає у містах. Типи традиційного житла алжирців різноманітні. Залежно від району проживання це — кам'яні, глинобитні чи дерев'яні будівлі. У кочівників — намети.

### Одяг
Алжирці носять сучасний одяг, але й досі широко розповсюджений традиційний костюм. У чоловіків — це простора бавовняна чи вовняна сорочка — джеллаба, широкі штани, вишиті жилети й каптани. Найпопулярніший головний убір — червона фетрова феска — тарбуш або шешія. Взимку — бурнус із вовни. У жінок — просторі вишиті сукні (гандура), каптани з бавовняних тканин, шовку чи оксамиту. Широко розповсюджені вишиті пояси, накидка — хаїк. Взуття — сандалії (наїль), шкіряні або матерчаті гостроносі бабуші без заднику чи більш тяжкі соббати..

### Їжа
Традиційна їжа включає загальноарабські (коржі, печеня-мешві, різноманітні соуси), а також страви берберського та африканського походження, наприклад кускус, тажін тощо.

### Музика
Фольклор алжирців відчув на собі значного впливу як з боку місцевого берберського, так і від нащадків вихідців з мусульманської Андалусії, що проживають у різних містах Алжиру. У традиційному музичному мистецтві використовуються відомі й у інших арабських країнах інструменти — уд, ребаб, канун, ударні (бендіра й інші).